# Georges Auclair
Georges Auclair (* 27. Mai 1920; † 4. April 2004 in Paris) war ein französischer Journalist und Schriftsteller.

## Leben und Wirken
Auclair studierte u. a. Philosophie und ging anschließend nach Paris. Kurz vor der Befreiung von Paris begann er dort als Journalist zu arbeiten. In dieser Zeit schloss er sich auch der Résistance an und kämpfte in Paris und der näheren Umgebung gegen die Deutschen.
Am 9. Januar 1949 gründete Auclair zusammen mit Pierre Loquet und J. Le Bihen den heute noch aktiven Cercle celtique - Bro Gwenrann.
Kaum war der Zweite Weltkrieg beendet, reiste Auclair mehrere Male nach Deutschland – u. a. auch in die Französische Besatzungszone – und berichtete von dort. Diese Reisen führten dann auch zu seinem viel beachteten und diskutierten Roman Un amour allemand. 
Später berief man Auclair zum Mitarbeiter ans Centre national de la recherche scientifique (CNRS); als solcher war er auch für einige Zeit in Washington, D.C. In den USA arbeitete er dann auch als Dozent für französische Literatur. Am 6. September 1960 gehörte Auclair zu den Unterzeichnern des Manifests der 121.
Georges Auclair starb am 4. April 2004 in Paris und fand seine letzte Ruhestätte auf dem Friedhof Père-Lachaise (Division 42).

## Ehrungen
- 1950 Prix Interallié für seinen Roman Un amour allemand.

## Werke (Auswahl)
- Un amour allemand. Gallimard, Paris 1984, ISBN 2-07-020317-4 (EA Paris 1950)
- Le commun dénominateur. Gallimard, Paris 1990, ISBN 2-07-020319-0 (EA Paris 1958)
- Le même et l'autre. Gallimard, Paris 1973, ISBN 2-07-028831-5.
- Un vie barrée. Gallimard, Paris 1989, ISBN 2-07-020318-2 (EA Paris 1953)
- Histoire de mes idées philosophiques. Gallimard, Paris 1988, ISBN 2-07-071474-8.